# Grodzisk Wielkopolski
Grodzisk Wielkopolski este un oraș în Polonia.
Orașul se mândrește cu un club important de fotbal numit „Groclin Dyskobolia”. 